# شقار متوازن الأوراق

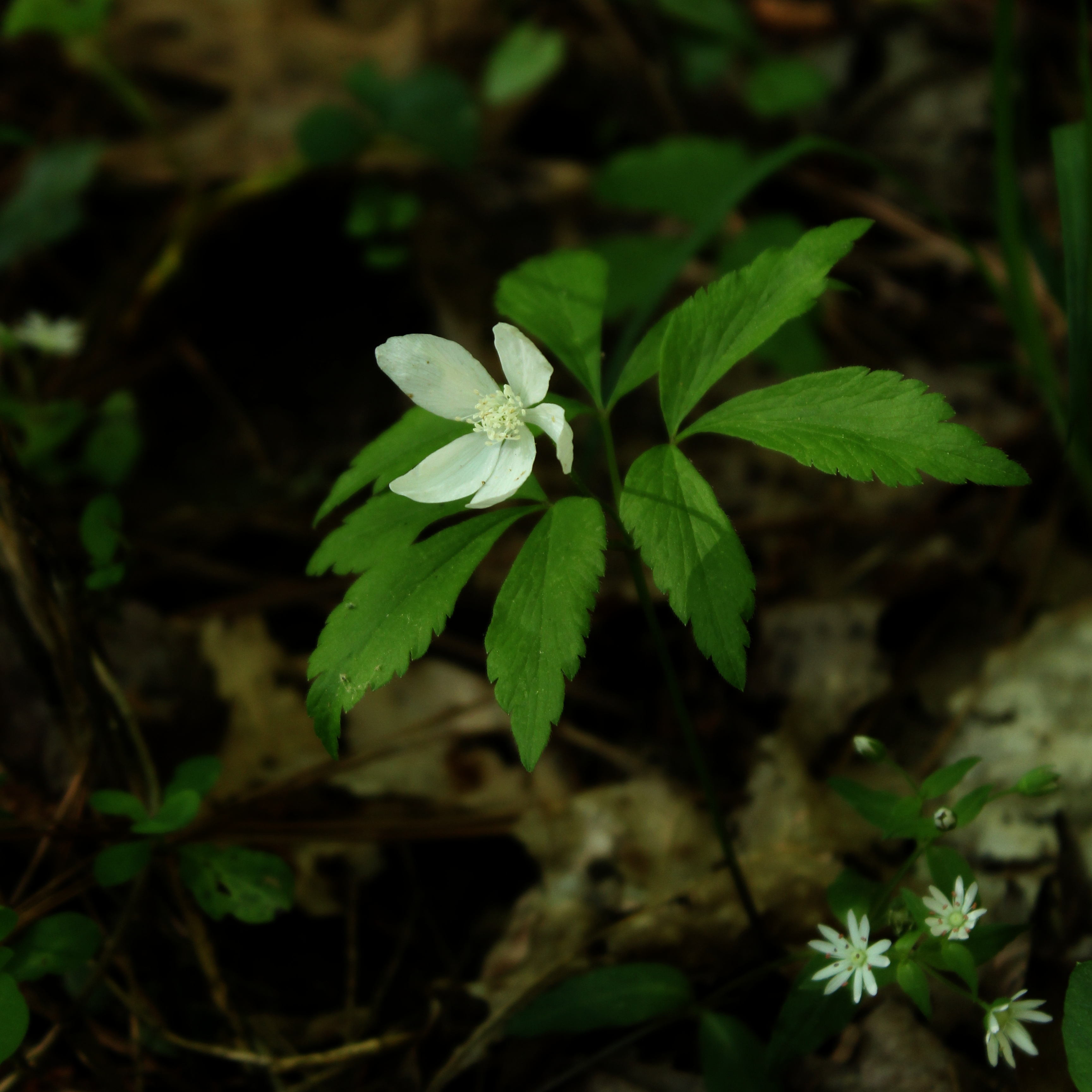

الشُقار متوازن الأوراق نوع نباتي ينتمي إلى جنس الشُقار من الفصيلة الحوذانية.

## البيئة والانتشار
موطنه الأصلي منطقة شرق الولايات المتحدة.

## الوصف النباتي
نبات عشبي معمر أزهاره بيضاء. الثمرة فقيرة. ينتشر النبات بالجذامير.